# Cherrypark
Cherrypark ist das Verwaltungsgebäude der Ländereien von Inveraray Castle. Es liegt unweit des Schlosses nahe Inveraray in der schottischen Council Area Argyll and Bute. 1971 wurde das Bauwerk in die schottischen Denkmallisten in der höchsten Kategorie A aufgenommen.

## Beschreibung
Das Bauwerk befindet sich rund 200 m westlich von Inveraray Castle nahe dem Westufer des Aray. Während Historic Scotland John Adam als Architekten angibt, nennt die Royal Commission on the Ancient and Historical Monuments of Scotland Robert Mylne. Das im georgianischen Stil gestaltete Cherrypark entstand um 1760. Vier längliche Gebäudeteile umschließen einen quadratischen Innenhof vollständig. Während die Außenfassaden des einstöckigen Gebäudes mit Quadersteinen verkleidet sind, sind die Innenfassaden mit Harl verputzt. An den Gebäudekanten ragen zweistöckige Türme mit Pyramidendächern auf.